# Ponte della Borsa
Il Ponte della Borsa è un viadotto che sorge sul punto di ramificazione del fiume Neva con la Piccola Neva, a San Pietroburgo.
È un ponte mobile che collega l'isola di Basilio all'isola di Pietrogrado.